# أليكس برودهيرست
أليكس برودهيرست (بالإنجليزية: Alex Broadhurst) هو لاعب هوكي الجليد أمريكي، ولد في 7 مارس 1993 في اورلاند بارك في الولايات المتحدة.

## وصلات خارجية
- أليكس برودهيرست على موقع دوري الهوكي الوطني (الإنجليزية)
- أليكس برودهيرست على موقع EliteProspects.com (الإنجليزية)
- أليكس برودهيرست على موقع Eurohockey.com (الإنجليزية)
- أليكس برودهيرست على موقع HockeyDB.com (الإنجليزية)
- أليكس برودهيرست على موقع Hockey-Reference.com (الإنجليزية)